# THE PUFFY
『THE PUFFY』（ザ・パフィー）は、2021年9月22日に発売されたPUFFYの11枚目（カバーアルバムを含めると12枚目）のアルバム。

## 概要
オリジナル・アルバムとしては2011年の『Thank You!』以来、実に約10年半ぶりの新作。PUFFYのデビュー25周年に発売された。ワーナーミュージックに移籍してから初のオリジナル・アルバムである。収録シングルもワーナーから発売された曲が選ばれている。
収録曲全曲が異なる作曲家によるものであり、ロックやEDMなどバラエティに富んだ作品になっている。

## 収録曲
1. エッサフォッサ
作詞・作曲・編曲：ABEDON
2. Pathfinder
作詞：PUFFY / 作曲・編曲：生形真一
  - 配信限定シングル。
  - コロンビアスポーツウェアジャパンのコレクション「ESCAPE with Columbia」テーマソング。
3. CHOEGOIST
作詞：PUFFY / 作曲・編曲：DJ Mass MAD Izm*、B36
4. パフィピポ山
作詞：前山田健一 / 作曲：PandaBoY / 編曲：浅野尚志 / サウンドプロデュース：もふくちゃん
  - 34枚目のシングル表題曲。
5. すすめナンセンス
作詞：さくらももこ / 作曲・編曲：織田哲郎
  - 配信限定シングル。
  - アニメ『ちびまる子ちゃん』エンディングテーマ。
6. 罪深いかもしれない
作詞：PUFFY / 作曲・編曲：志磨遼平
7. COCO HAWAII
作詞：大貫亜美 / 作曲・編曲：オカモトコウキ
  - 34枚目のシングルカップリング曲。
  - BS12トゥエルビ系番組『ハワイに恋して』オープニングテーマ。
8. 冒険のダダダ
作詞：PUFFY / 作曲・編曲：堂島孝平
  - 映画『しまじろうと にじのオアシス』テーマソング
9. 陽の当たる丘
作詞：バカリズム / 作曲・編曲：新井弘毅
10. ALWAYS
作詞：PUFFY / 作曲・編曲：tofubeats

## 演奏[2]
- PUFFY：Vocal
- 奥田民生、手島いさむ (UNICORN)：Guitar, エッサフォッサChorus (#1)
- EBI (UNICORN)：Bass, エッサフォッサChorus (#1)
- 川西幸一 (UNICORN)：Drums, エッサフォッサChorus (#1)
- ABEDON (UNICORN)：Keyboards, エッサフォッサChorus (#1)
- 生形真一 (ELLEGARDEN, Nothing's Carved In Stone)：Guitar (#2)
- NAOKI (10-FEET)：Bass (#2)
- ZAX (The BONEZ, Pay money To my Pain)：Drums (#2)
- B36：Guitar (#3)
- KANON (LEONAIR)：Bass (#3)
- REO (LEONAIR)、藤澤有沙：Keyboards (#3)
- H14 (LEONAIR)：Voice Sample Chorus (#3)
- 浅野尚志：Programming ＆ All Instruments (#4)
- 織田哲郎：Programming, Keyboards, Guitar, Chorus (#5)
- 根岸孝旨：Bass (#5)
- 神田リョウ：Drums (#5)
- 杉山弘美：Chorus (#5)
- 牛尾健太 (おとぎ話)：Guitar (#6)
- 有島コレスケ：Bass (#6)
- ビートさとし (skillkills)：Drums (#6)
- 中村圭作：Keyboards (#6)
- オカモトコウキ：Guitar (#7)
- ハマ・オカモト：Bass (#7)
- 岡本啓佑：Drums (#7)
- 渡辺シュンスケ：Keyboards (#7)
- 奥田健介：Guitar (#8)
- 須藤優：Bass (#8)
- 佐治宣英：Drums (#8)
- 伊澤一葉 (東京事変, the HIATUS)：Piano (#8)
- 湯浅佳代子：Trombone (#8)
- 尾崎あゆみ：Trumpet (#8)
- 横山知子：Alto Saxophone (#8)
- 堂島孝平、sugarbeans：Horn Arrangement (#8)
- 新井弘毅：Programming, Guitar (#9)
- 安達貴史：Bass (#9)
- 山口美代子：Drums (#9)
- tofubeats：Programming ＆ All Instruments (#10)